# Марегун
Марегун (перс. مارگون‎) — небольшой город в центральном Иране, в провинции Кохгилуйе и Бойерахмед. Входит в состав шахрестана Бойерахмед.

## Географическое положение
Город находится в северо-восточной части Кохгилуйе и Бойерахмеда, в горной местности центрального Загроса, на высоте 2194 метров над уровнем моря.
Маргун расположен на расстоянии приблизительно 57 километров к северо-западу от Ясуджа, административного центра провинции и на расстоянии 520 километров к югу от Тегерана, столицы страны.

## Население
По данным официальной переписи 2011 года численность населения составляла 2 538 человек.